# Panini (Grammatiker)
Panini (Devanagari: पाणिनि, Pāṇini, [ˈpaːɳɪn̪ɪ]) war ein indischer Sanskrit-Grammatiker, der wahrscheinlich im 5. oder 4. Jahrhundert v. Chr. lebte und in Taxila lehrte. Er verfasste die älteste erhaltene Grammatik des Sanskrits und damit die älteste erhaltene Grammatik überhaupt.

## Geschichte
Ob Panini um 450 v. Chr. oder um 350 v. Chr. tätig war, ist unter heutigen Forschern umstritten. Zu dieser Zeit verbreiteten sich in Indien die Sutras (Lehrbücher) als neue Form des Gedankenaustauschs. Panini fasste die Grammatik des klassischen Sanskrits in knapp viertausend Regeln zusammen, die unter dem Titel Aṣṭādhyāyī (Sanskrit: अष्टाध्यायी, „acht Kapitel“) bekannt wurden. Er trennte die Wortstämme und Suffixe von Verben und Nomen und gelangte durch Verwendung metalinguistischer Symbole zu einer knappen, übersichtlichen Darstellung. Das Werk wurde in Indien eine maßgebende Autorität und vielfach kommentiert. Im 19. Jahrhundert wurde es im Zuge der britischen Kolonialisierung Indiens in den europäischen Ländern bekannt und regte analoge Grammatikstudien in anderen Sprachen an. Ferdinand de Saussure, Leonard Bloomfield und andere Strukturalisten wurden von dem Werk beeinflusst. Meyers Konversations-Lexikon kommentierte im Jahr 1907 wie folgt:

„Es ist ausgezeichnet durch eine überaus scharfsinnige Erforschung der Wurzeln und der Wortbildung wie durch die schärfste Präzision des Ausdrucks und die Durchführung einer überkünstlichen, äußerste Kürze ermöglichenden Terminologie.“

Für diese unnachahmliche Formalisierung interessiert sich die moderne Linguistik, und wegen der Ähnlichkeiten mit der Backus-Naur-Form ist Paninis Grammatik sogar für die moderne Computerlinguistik interessant. Paninis Theorie der morphologischen Analyse war bis zum 20. Jahrhundert fortschrittlicher als jede vergleichbare westliche Theorie. Seine Abhandlung ist generativ und deskriptiv, verwendet Metasprache und wurde mit der Turingmaschine verglichen, bei der die logische Struktur eines beliebigen Rechengeräts mithilfe eines idealisierten mathematischen Modells auf das Wesentliche reduziert wird.
Henry Thomas Colebrooke brachte 1809 in Kalkutta eine englische Übersetzung der Grammatik von Panini heraus. Otto von Böhtlingk hat 1839 bis 1840 den Sanskrit-Text erstmals herausgegeben und 1887 die bis heute gebräuchliche Edition mit Übersetzung (im weitesten Sinne) folgen lassen, die immer wieder nachgedruckt wurde, zuletzt 2001.
Rishi Rajpopat erarbeitete 2021 in seiner Doktorarbeit ein tieferes Verständnis von Paninis "language machine", indem er ein einfaches System der Auflösung von Regelkonflikten entwarf.

## Werkausgaben
- Otto von Böhtlingk (Hrsg.): Pāṇini’s Grammatik. Bonn (1839–1840); Nachdruck Delhi 2001, ISBN 81-208-1025-2.